# James Hahn
James Kenneth "Jim" Hahn (3 de julio de 1950) es un político estadounidense perteneciente al Partido Demócrata.
Fue ayudante del Fiscal (1975-1979), Interventor (1981-1985), Fiscal Jefe (1985-2001) y Alcalde (2001-2005) de la ciudad de Los Ángeles, California. No salió elegido en un segundo mandato. Es hijo del difunto Supervisor del condado de Los Ángeles Kenneth Hahn, reconocido defensor de los derechos humanos.